# Anthurium carinatum
Anthurium carinatum är en kallaväxtart som beskrevs av Adolf Engler. Anthurium carinatum ingår i släktet Anthurium och familjen kallaväxter. Inga underarter finns listade.